# 1955 au Québec
Cet article traite des événements survenus en 1955 au Québec. 

## Événements

### Janvier
- 9 janvier : inauguration du premier Carnaval de Québec[1].
- 11 janvier : le ministre Onésime Gagnon annonce des dépenses de 331 millions de dollars pour 1955-1956 lors de son discours du budget[2].

### Février
- 20 février : l'écrivain Félix-Antoine Savard entre à l'Académie canadienne-française[3].
- 22 février : 150 000 personnes assistent au défilé de nuit de la haute-ville du Carnaval de Québec[4].

### Mars
- 13 mars : lors d'un match contre les Bruins à Boston, le joueur de hockey Maurice Richard frappe le juge de ligne Cliff Thompson (en)[5].
- 16 mars : la LNH suspend Maurice Richard pour le reste de la saison et pour la durée des séries éliminatoires[6].
- 17 mars : des bombes lacrymogènes et fumigènes lancées dans l'enceinte du Forum, des objets divers tirés sur la glace et un coup de poing à la figure du président de la LNH, Clarence Campbell, met fin à la joute Montréal-Détroit après une période. L'émeute suit dans les rues de Montréal[6].
- 18 mars : une conférence de presse de Maurice Richard demandant à la population de rester calme ramène l'ordre dans les rues de la ville[6].
- 20 - 28 mars : Sainte-Croix est isolée par la neige pendant une semaine. Durant cette période, la région subit en effet trois tempêtes[7].
- 21 mars : le centre-ville de Nicolet (35 maisons, 31 magasins) est rasé par les flammes. L'incendie a pris naissance dans un restaurant. On ne compte pas de pertes de vie[8].

### Avril
- 21 avril : selon Le Devoir, le salaire hebdomadaire moyen atteint maintenant 60 $ au Québec[9].
- 26 avril : Maurice Duplessis annonce que Hydro-Québec cèdera son service de gaz à une compagnie privée pour la somme de 30 millions de dollars[10].

### Mai
- 20 mai : l'abbé Pierre est en visite au Québec[11].

### Juin
- 8 juin : à la suite de la démission de Dick Irvin, Toe Blake devient le nouvel entraîneur des Canadiens de Montréal[12].
- 9 juin : annonce qu'une nouvelle voie carrossable sera construite sur le pont Victoria[13].

### Juillet
- 5 juillet : une partie du village de Sainte-Marguerite, sur la Côte-Nord, est rasée par un feu de forêt. Les habitants de l'endroit doivent se réfugier dans les localités voisines de Clarke City et de Sept-Îles[14].
- 6 juillet : l'UN remporte les élections partielles de Laurier et de Saint-Hyacinthe. Le PLQ garde Westmount[15].
- 18 juillet : la Cour d'appel ratifie la décision de la Cour supérieure quant à l'affaire Wilbert Coffin[16].
- 23 juillet : Jacques Amyot est le vainqueur de la première traversée du lac Saint-Jean[17].

### Août
- 17 août : Ottawa annonce la construction d'un pont à péages entre Montréal et la Rive-Sud. C'est le futur pont Champlain[18].
- 23 août : Maurice Duplessis et Jean Drapeau annoncent la construction d'une salle de concerts moderne à Montréal. C'est la future Place des Arts[19].

### Septembre
- 2 septembre : la Cour suprême maintient la culpabilité de Wilbert Coffin[16].
- 6 septembre : Coffin s'évade de la prison de Québec et se rend chez son avocat, qui le persuade de se rendre aux autorités dès le lendemain[16].
- 28 septembre : en audience devant la commission Tremblay, la Chambre de commerce de Montréal demande la création d'un ministère de la Fonction publique, dont le but serait d'éliminer le favoritisme dans l'embauche des fonctionnaires[20].

### Octobre
- 12 octobre : le cabinet fédéral annonce qu'il étudiera le cas Coffin. Deux jours plus tard, il demande à la Cour suprême de réexaminer sa position[16].
- 21 octobre : Maurice Duplessis critique la décision de la Cour suprême de réexaminer le cas Coffin[21].
- 25 octobre : Maurice Duplessis refuse le plan fédéral d'un programme pan-canadien d'assurance-santé[22].
- 27 octobre : les chantiers maritimes de Lauzon (Lévis) sont rasés par un incendie[23].

### Novembre
- 12 novembre : un glissement de terrain engloutit plusieurs bâtiments à Nicolet dont le plus connu est la cathédrale qui est une perte totale. Trois personnes périssent dans la catastrophe. Une première évaluation des dégâts chiffre autour de 10 millions de dollars[8].
- 22 novembre : début de la quatrième session de la 24e législature[15].

### Décembre
- 14 décembre : le gouvernement dépose un projet de loi réglementant la production, la vente et la distribution du papier journal[24].
- 15 décembre : Maurice Tellier devient président de l'Assemblée législative avec Daniel Johnson comme vice-président[6].
- 31 décembre : l'hôpital Hôtel-Dieu de Nicolet est rasé par les flammes[8].

## Naissances
- Diane Boissonneault alias Lili Gulliver (écrivaine) († 19 mars 2023)
- Luc Provençal (enseignant, directeur d'école et homme politique)
- Réjean Thomas (homme de sciences)
- Jacques Plante (architecte) († 4 juillet 2022)
- 6 janvier - Mimi Hétu (chanteuse)
- 14 janvier - Pierre-Paul Savoie (chorégraphe) († 31 janvier 2021)
- 24 janvier - Véronique Béliveau (chanteuse)
- 9 février - Anne Robillard (romancière)
- 17 février
  - Louis-Georges Girard (acteur)
  - Geoffrey Kelley (homme politique)
- 12 mars - Nicole Léger (femme politique)
- 1er avril - Richard Abel (pianiste)
- 4 avril - Johanne Fontaine (actrice) († 11 octobre 2018)
- 12 avril - Claire Samson (femme politique)
- 13 avril - Hélène Laverdière (femme politique)
- 22 avril - Marie Uguay (poète)  († 26 octobre 1981)
- 25 avril - Marc Picard (homme politique)
- 17 mai - Claude Larose (joueur et entraineur de hockey)
- 17 juin - Robert Sauvé (joueur de hockey sur glace)
- 23 juin - Pierre Corbeil (homme politique)
- 17 juillet - Sylvie Léonard (actrice)
- 31 juillet - Gilles Bilodeau (joueur de hockey) († 12 août 2008)
- 7 août - Robert Bussière (commis comptable et homme politique)
- 11 août - Marc Bureau (ancien maire de Gatineau)
- 13 août - Burt Paulin (homme politique)
- 18 septembre - Lise Dion (humoriste et actrice)
- 19 septembre - Johanne Blouin (chanteuse)
- 10 octobre - Daniel Lemire (humoriste)
- 24 octobre - Claude Poissant (acteur, metteur en scène, dramaturge et scénariste) († 6 juin 2025)
- 16 novembre - Pierre Larouche (joueur de hockey)
- 30 novembre - Diane Lavallée (actrice)
- 17 décembre - Nathalie Gascon (actrice)
- 27 décembre - Daniel Mercure (pianiste)

## Décès
- 3 février - Paul-Ernest-Anastase Forget (personnalité religieuse) (º 12 juillet 1885)
- 13 mars - Victor Delamarre (homme fort) (24 septembre 1888)
- 18 avril - Joseph-Gaspard Boucher (homme politique)  (º 3 février 1897)
- 16 juin - Ozias Leduc (peintre) (º 8 octobre 1864)
- 22 septembre - Joseph-Hughes Fortier (homme politique) (º 19 décembre 1877)

### Articles généraux
- Chronologie de l'histoire du Québec (1931 à 1959)
- L'année 1955 dans le monde
- 1955 au Canada

### Articles sur l'année 1955 au Québec
- Émeute Maurice Richard
- affaire Coffin

## Sources et références
1. ↑  Tenue du défilé de nuit du premier Carnaval de Québec
2. ↑  « Le budget provincial s'élèvera à plus de $331,301,660 », Le Devoir,‎ 12 janvier 1955, p. 3
3. ↑  L'auteur de « Menaud » entre à l'Académie canadienne-française. Le Devoir. 21 février 1955. p. 3
4. ↑  Bilan du Siècle
5. ↑  Maurice Richard sur Bilan du siècle
6. 1 2 3 4  Idem
7. ↑  Situation alarmante à Ste-Croix de Lotbinière. On doit rationner les vivres; combustibles et médicamants deviennent extrêmement rares. Le Devoir. 29 mars 1955. p. 1
8. 1 2 3  Nicolet sur Bilan du siècle
9. ↑  Le salaire moyen atteint $60 par semaine au Canada. Le Devoir. 21 avril 1955. p. 3
10. ↑  Conrad Black. Duplessis tome 2. Éditions de l'Homme. 1977. p. 168
11. ↑  Maurice Crête.  » L'avenir est à ceux qui se rallieront les miséreux » (L'abbé Pierre). Le Devoir. 21 mai 1955. p. 1
12. ↑  Blake succède à Irvin. Le Devoir. 9 juin 1955. p. 9
13. ↑  Sur le pont Victoria. La construction d'une voie carrossable commencera vers la fin du mois de juin. Le service des tramways prendra fin le 19 juin. Le Devoir. 9 juin 1955. p. 3
14. ↑  « Le village de Ste-Marguerite rasé par les flammes », Le Devoir,‎ 6 juillet 1955, p. 1
15. 1 2  « Chronologie parlementaire 1954-1956 » (consulté le 11 mars 2009)
16. 1 2 3 4  Clément Fortin. L'affaire Coffin, une supercherie? Éditions Wilson et Lafleur. 2007
17. ↑  Bilan du Siècle
18. ↑  Ottawa donne un pont mais les Montréalais paieront chaque fois qu'ils y passeront !  . Le Devoir. 18 août 1955. p. 1
19. ↑  Montréal aura sa salle de concert. Pose de la pierre angulaire dès la fin de septembre. Le Devoir. 24 août 1955. p. 1
20. ↑  « Un ministère provincial du fonctionnarisme », Le Devoir,‎ 29 septembre 1955, p. 1
21. ↑  M. Duplessis s'en prend à la Cour Suprême. Le Devoir. 22 octobre 1955. p. 1
22. ↑  « Québec n'a pas besoin d'un plan national d'assurance-santé » M. Duplessis. Le Devoir. 26 octobre 1955. p. 1
23. ↑  Bilan du Siècle
24. ↑  Bilan du Siècle